# CanSat

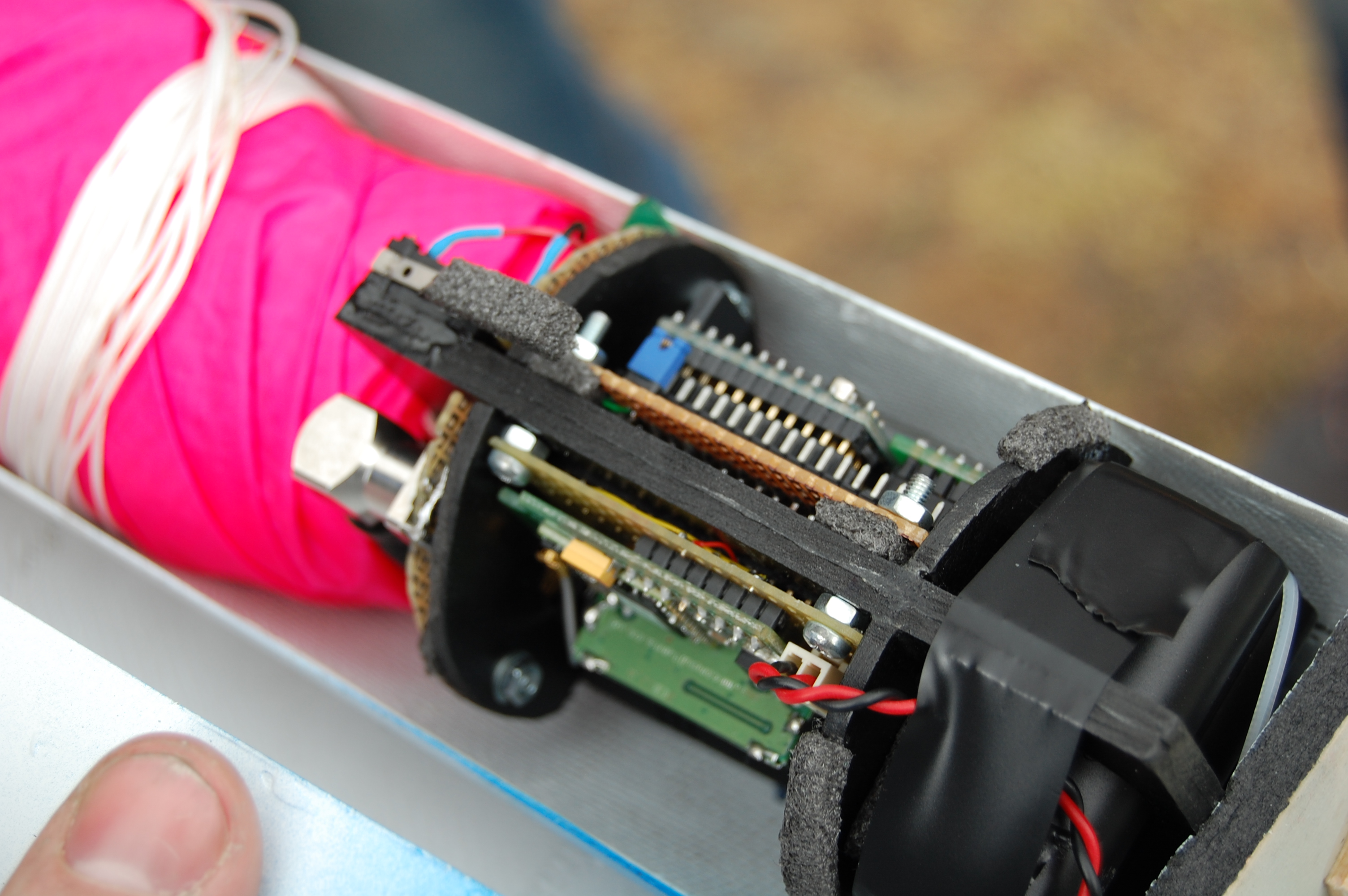
Příklad CanSatu, vlevo je složený padák

CanSat – česky "satelit z plechovky" – je název soutěže pro studentské týmy, kteří mají postupovat podobně, jako při vývoji skutečných satelitů. Cílem je sestrojit, naprogramovat a prezentovat miniaturní satelit či sondu ("nanosatelit") o omezených rozměrech a váze, který je následně vynesen dronem či raketou 500 až 1500 metrů nad zem. Musí pak regulovat svůj pád pomocí padáku, vrtule či jiných prostředků na předem stanovenou rychlost a zároveň s frekvencí nejméně 1 Hz měřit a odesílat data o teplotě a tlaku.

## Historie
Myšlenka CanSatu se poprvé objevila na prvním "University Space Systems Symposium", kde Bob Twiggs položil ideové základy budoucích nanosatelitů. První ročník soutěže se konal v Japonsku a dále se rozšířil v různých obměnách po celém světě.

## Mezinárodní soutěž
Soutěže CanSat se pořádají po celém světě a velikou tradici mají zejména v Japonsku a Severní Americe. Dalším velkým organizátorem je Evropská vesmírná agentura, každoročně pořádající tuto soutěž pro studenty středních škol. Do této evropské soutěže se kvalifikují týmy, které zvítězily v národním kole některé členské země ESA.

### CanSat v České republice
Česká soutěž, sloužící jako kvalifikační kolo pro soutěž Evropskou, je pořádána sdružením ESERO. Důraz je kladen nejen na samotnou konstrukci sondy, ale i na schopnost prezentace projektu a výsledků jak porotě, tak veřejnosti.
V národním finále, jež se uskutečnilo zatím 5× (aktuálně 27. 8. 2020), se na prvních třech příčkách umístily týmy:

#### 2016Archivováno2. 6. 2020 naWayback Machine.
1. RajSat1 (Radioklub OK1RAJ Praha)
2. Ajťáci SPŠOAFM (POJ F-M)
3. 7-Sat (Gymnázium Cheb)

#### 2017Archivováno2. 6. 2020 naWayback Machine.
1. RajSat (Radioklub OK1RAJ Praha)
2. Ajťáci (POJ F-M)
3. Nibiru (SPŠ a OA Břeclav)

#### 2018Archivováno9. 5. 2018 naWayback Machine.
1. Hatalom (Gymnázium Opatov Praha)
2. Quantum Limes (Gymnázium Hejčín Olomouc)
3. Nibiru II. (SPŠ a OA Břeclav)

#### 2019Archivováno2. 6. 2020 naWayback Machine.
1. Charles the Fourth (SPŠE a VOŠ Pardubice, Střední průmyslová škola stavební Pardubice)
2. OG Sat (POJ F-M)
3. GyKoVySAT (Gymnázium Komenského Vyškov)

#### 2020Archivováno21. 2. 2022 naWayback Machine.
1. GJN Aerospace (Gymnázium Jana Nerudy Praha)
2. GyKoVySAT (Gymnázium Komenského Vyškov)
3. OG Sat (POJ F-M)

#### 2021Archivováno21. 2. 2022 naWayback Machine.
1. GyKoVySAT (Gymnázium Komenského Vyškov)
2. Úvaláci (Úvaly)
3. SpacePol (Gymnázium Polička Polička)

#### 2022
1. PASPAL letí do vesmíru! (POJ F-M)